# Kenny Sailors
Kenneth Lloyd Sailors, detto Kenny (Bushnell, 14 gennaio 1921 – Laramie, 30 gennaio 2016), è stato un cestista e allenatore di pallacanestro statunitense, professionista nella BAA e nella NBA.

## Palmarès
- Campione NCAA (1943)
- NCAA Final Four Most Outstanding Player (1943)
- All-BAA Second Team (1949)